# Bruno Paulo
Bruno Paulo Machado Barbosa (Rio de Janeiro, 14 febbraio 1990) è un calciatore brasiliano, centrocampista dell'America-RJ.

## Carriera

### Club
Cresce nelle giovanili del Flamengo e gioca con questa maglia parte della stagione 2009 collezionando 4 presenze. Il suo debutto avviene il 22 luglio 2009 contro il Grêmio Barueri.
Il 7 marzo 2010 viene acquistato dal Palmeiras con cui firma un contratto che lo lega al club fino a dicembre 2014. Il 16 maggio esordisce con questa maglia nel match di Série A contro il Vasco da Gama, match finito 0-0, collezionando anche un cartellino giallo.

## Statistiche

### Presenze e reti nei club
Statistiche aggiornate al 17 luglio 2010.
| Stagione       | Squadra       | Campionato | Campionato | Campionato | Coppa nazionale | Coppa nazionale | Coppa nazionale | Coppe internazionali | Coppe internazionali | Coppe internazionali | Totale | Totale |
| Stagione       | Squadra       | Comp       | Pres       | Reti       | Comp            | Pres            | Reti            | Comp                 | Pres                 | Reti                 | Pres   | Reti   |
| -------------- | ------------- | ---------- | ---------- | ---------- | --------------- | --------------- | --------------- | -------------------- | -------------------- | -------------------- | ------ | ------ |
| 2009           | Flamengo      | A          | 4          | 0          | CB              | 0               | 0               | CS                   | 0                    | 0                    | 4      | 0      |
| gen.-giu. 2010 | Palmeiras     | CPA1+A     | 0+1        | 0          | CB              | 0               | 0               | -                    | -                    | -                    | 1      | 0      |
| giu.-dic. 2010 | Vasco da Gama | A          | 1          | 0          | -               | -               | -               | -                    | -                    | -                    | 1      | 0      |
| Totale         | Totale        | Totale     | 6          | 0          |                 | 0               | 0               |                      | 0                    | 0                    | 6      | 0      |

## Palmarès

### Club
- Campionato brasiliano: 1

Flamengo: 2009